# Lezhë
Lezhë (en albanés: Lezha, [ˈlɛʒə] en italiano: Alessio) es una pequeña ciudad ubicada al noroeste de Albania. Alessio es la capital de la prefectura y condado del mismo nombre, el alcalde se llama Viktor Tushaj. Lezhë es también la sede de un obispado católico en la catedral de San Nicolás.

## Geografía
La ciudad está situada en la parte más estrecha de la llanura costera albanesa a sólo 3 km de la costa del Adriático, a unos 50 km al norte de la capital Tirana y en las orillas del río del  Drin  . Al oeste de la ciudad se encuentra el humedal Kune - Vain con el estuario del Drin . Justo al oeste de la ciudad se encuentra la reserva natural de Kune - Vain - Tale, que comienza en Lezhë y llega a la ciudad portuaria del noroeste de Shengjin , tiene más de 16 kilómetros a lo largo de la costa adriática. Kune - Vain -Tale es un humedal con numerosas lagunas y pantanos.

## Clima
Gracias a su posición geográfica con un gran contacto con el mar y el relieve en general bajo, tiene un clima predominantemente templado de tipo mediterráneo. El distrito de Lezhë se caracteriza por veranos calurosos y secos, inviernos húmedos en la parte inferior y en la ciudad suaves, mientras que los inviernos son fríos y húmedos en la zona montañosa. La temperatura media anual para el distrito es de 15 °C, la temperatura media en enero 7 °C, mientras que la media de 24 a 25 °C. La temperatura máxima registrada Lezhë es de 39 °C (18/07/1973) y la temperatura mínima alcanzó la cifra récord de −10 °C (de 24/01/1963). La precipitación media es de 1700 mm por año.

## Historia

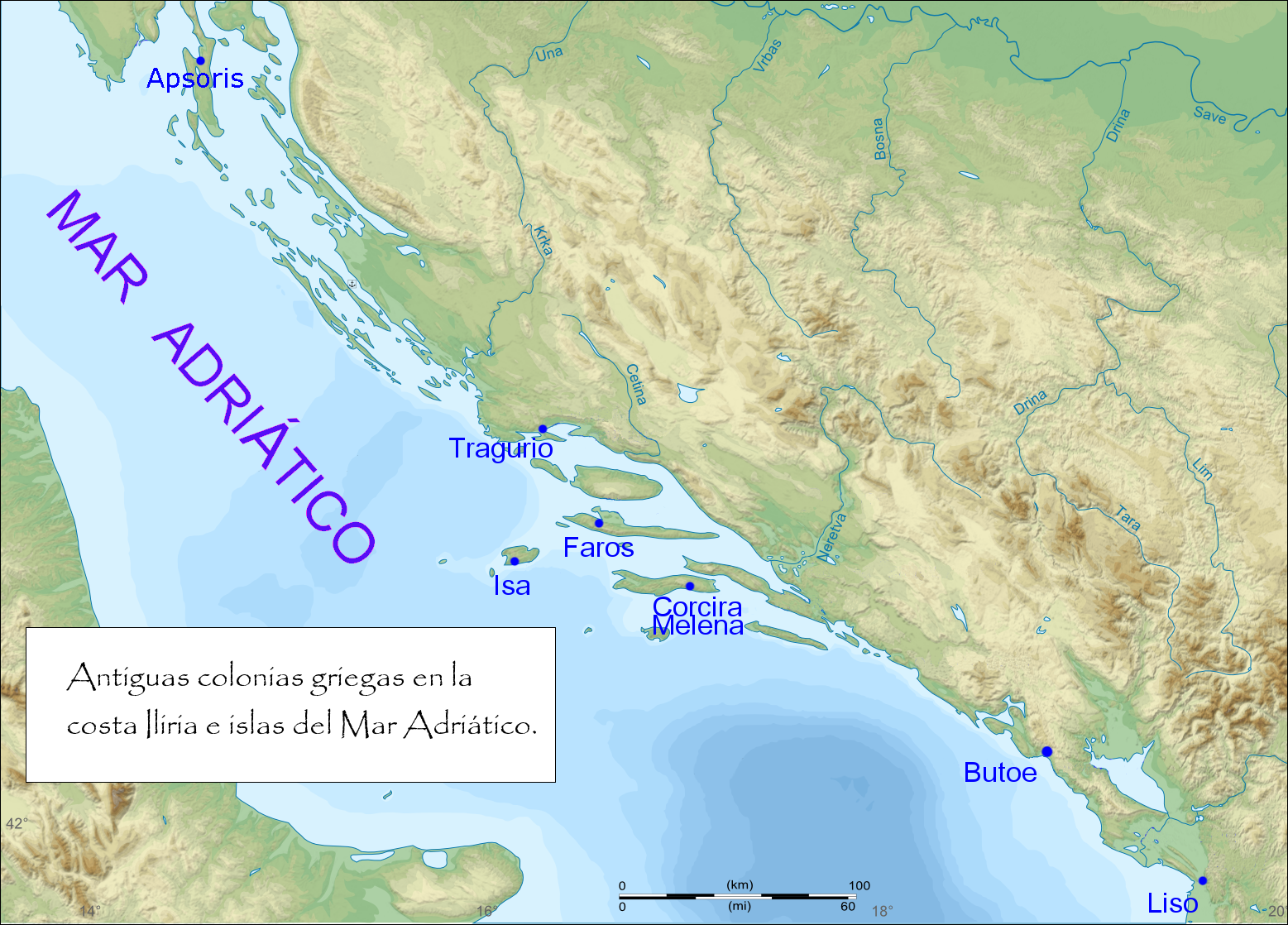
Mapa de las antiguas colonias griegas en Iliria e islas del Mar Adriático con la ubicación de Liso al sur.

El nombre de la ciudad deriva de Lisos que fue la colonia griega (Λισσός) que se estableció en el lugar. Cuando los romanos conquistaron la ciudad, el nombre griego fue traducido en latín Lissus. En Albania se llama Lezhë o Lezha. En el dialecto local ghego las formas Lesha y Lesh son comunes. Por los venecianos, la ciudad fue llamada en italiano Alessio.
La ciudad fue fundada por Dionisio I de Siracusa en 385 a. C. En torno al 335-330 a. C. terminó de construirse una fortaleza.
- En el 213-197 a. C. es atacada por Filipo V de Macedonia.

- En el siglo II a. C. se convirtió en la residencia del rey Gentio.

- 229-213 Lezhë hace moneda con el nombre "Lisitan".

- 2 de marzo de 1444 - Gjergj Kastriot Skanderbeg, héroe nacional albanés, Lezhë organiza la primera reunión de todos los principados albaneses que se reunieron en la llamada Liga de Lezhë.

- 17 de enero de 1468 - La muerte en Lezhë de Gjergj Kastrioti, que estaba allí para la segunda reunión de principados albaneses, unidos en la guerra contra el Imperio Otomano. Está enterrado en la iglesia de San Nicolás, donde hoy está su memorial.

- En 1606 nació en un pueblo cerca de Lezhë Frang Bardhi, autor del primer diccionario latín-albanés.

## Monumentos
El principal monumento de la ciudad es la tumba de Skanderbeg, se encuentra en los restos de una iglesia en ruinas. La tumba consiste en una sencilla losa de piedra con una copia de la espada y el casco (los originales están en un museo en Viena). Cerca de la iglesia se encuentran los restos de los edificios de la época romana. La fortaleza domina la ciudad y desde ella se tienen unas vistas estupendas de la ciudad y de la costa, además se pueden admirar las ruinas de la antigua era y el Imperio Otomano. La apariencia actual data de la reestructuración de 1515-1521 , que fue encargado por el sultán  Suleiman. Durante las excavaciones realizadas en 1966 se descubrió una mezquita. La empinada colina ofrece una vista panorámica de la ciudad, las llanuras, las montañas y la costa del Adriático. En 2004 un equipo albanés-austriaco de arqueólogos llevó a cabo nuevas excavaciones en el castillo y en la ciudad baja. En 2006 le siguió una campaña de excavación financiada por el Instituto Arqueológico Alemán .
El sistema de lagunas y humedales de Kune - Vain - Tale es una reserva natural se compone de 1.087 hectáreas de humedales, 187 hectáreas de bosques y 557 hectáreas de playas de arena. Se han registrado 135 especies de aves y 58 especies de peces. Ya en la época comunista se construyó un hotel en un edificio que una vez fue un pabellón de caza construido por Ciano.

## Economía
A pesar de su pequeño tamaño Lezhë siempre ha sido un mercado importante en la región. Las fábricas construidas en la época comunista, ahora están inactivas, así como el pequeño puerto de Shengjin, situado a 5 km al oeste de la ciudad. Desde 2005 se desarrollan actividades turísticas, gracias a la belleza de la costa y la estabilidad política albanesa.

## Tráfico
Lezhë es atravesada por la National Road SH 1. Todas las carretas que conducen hacia el norte- oeste desde el centro de Albania pasan por Lezhë. Desde hace algunos años la carretera de Lezhë conecta con Fushë-Kruja Tirana. Sin embargo, tiene una mala reputación porque ocurren muchos accidentes, a menudo mortales en esta carretera; en 2011 se podían contar 60 personas muertas en accidentes fatales. La carretera que conecta Shkoder se completó en 2005.

## Diócesis
La diócesis de Lezhë (latín: Dioecesis Alexiensis) es una diócesis sufragánea de la Iglesia católica de la Archidiócesis de Shkodër - Pult. En 2012 hubo 92.000 bautizados unos 121.700 habitantes. Está regido actualmente por el Obispo Ottavio Vitale. La diócesis incluye la ciudad de Lezhë, dónde está la catedral de St. Nicola. Su territorio se divide en 13 parroquias.

## Deportes
El equipo de fútbol local es KS Beselidhja Lezhë estaba en 2007 en la primera categoría.